# Ypsilanti (Dakota del Norte)
Ypsilanti es un lugar designado por el censo ubicado en el condado de Stutsman en el estado estadounidense de Dakota del Norte. En el censo de 2010 tenía una población de 104 habitantes y una densidad poblacional de 73,27 personas por km².

## Geografía
Ypsilanti se encuentra ubicado en las coordenadas 46°47′0″N 98°33′40″O / 46.78333, -98.56111. Según la Oficina del Censo de los Estados Unidos, Ypsilanti tiene una superficie total de 1.42 km², de la cual 1.42 km² corresponden a tierra firme y (0%) 0 km² es agua.

## Demografía
Según el censo de 2010, había 104 personas residiendo en Ypsilanti. La densidad de población era de 73,27 hab./km². De los 104 habitantes, Ypsilanti estaba compuesto por el 97.12% blancos, el 0% eran afroamericanos, el 0% eran amerindios, el 0% eran asiáticos, el 0% eran isleños del Pacífico, el 0% eran de otras razas y el 2.88% pertenecían a dos o más razas. Del total de la población el 3.85% eran hispanos o latinos de cualquier raza.